# Pomp (duiker)
Een pomp is een gewestelijke naam (met name: Groningen en Friesland) voor een duiker.
Dit is terug te vinden in enkele toponiemen. Meestal verwijzen de namen naar lozingsduikers of klepduikers, dat zijn kleine varianten van een spuisluis.
- Kollumerpomp, een dorp in de gemeente Kollumerland c.a.
- De Pomp een gehucht bij Middelstum bij de voormalige duiker, nu brug de Pompstertil in het Huizingermaar
- Spijksterpompen, een gemaal bij Spijk, genoemd naar twee voormalige uitwateringssluizen
- De Kielsterpomp, een voormalig waterschap bij Kiel-Windeweer

De aanduiding pomp betekende van oorsprong watertje, plas en is in die betekenis overgegaan naar duiker en naar de (verticale) waterpomp.